# A型インフルエンザウイルス
A型インフルエンザウイルス（エーがたインフルエンザウイルス、Influenza A virus）は、オルトミクソウイルス科アルファインフルエンザウイルス属に分類されるウイルスの総称である。
A型インフルエンザウイルスはヒト、鳥類、ウマ、ブタなどに感染する。いくつかのA型インフルエンザウイルス（亜型）はヒトや家禽に対し、インフルエンザを引き起こす。さらに、時折野生の水鳥から家畜などにウイルスが伝染するため、世界的流行（パンデミック：pandemic）が起こることが懸念されている。
B型よりも高熱が出やすい。

## 株の命名

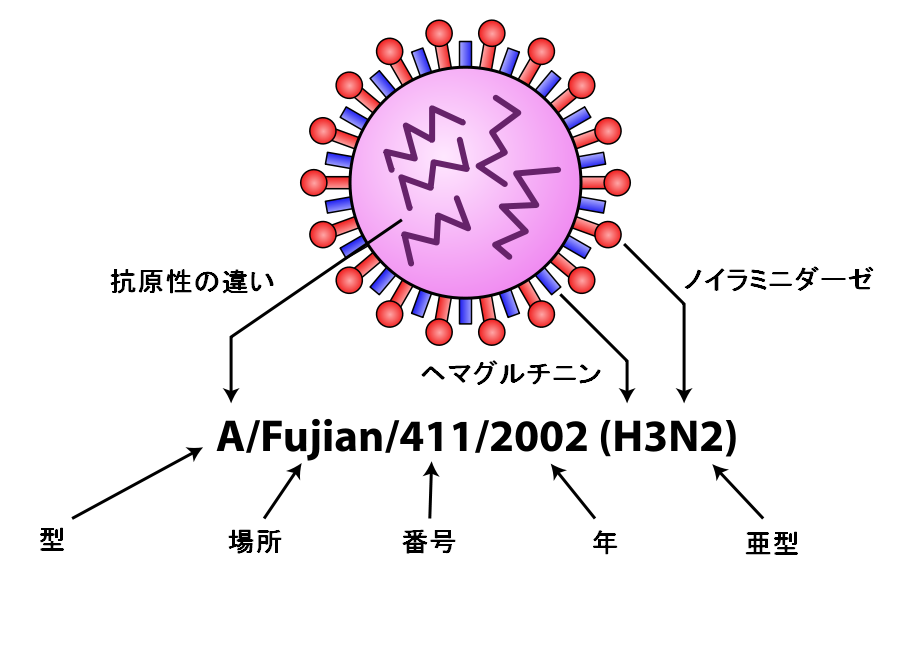
A型インフルエンザウイルスの命名法

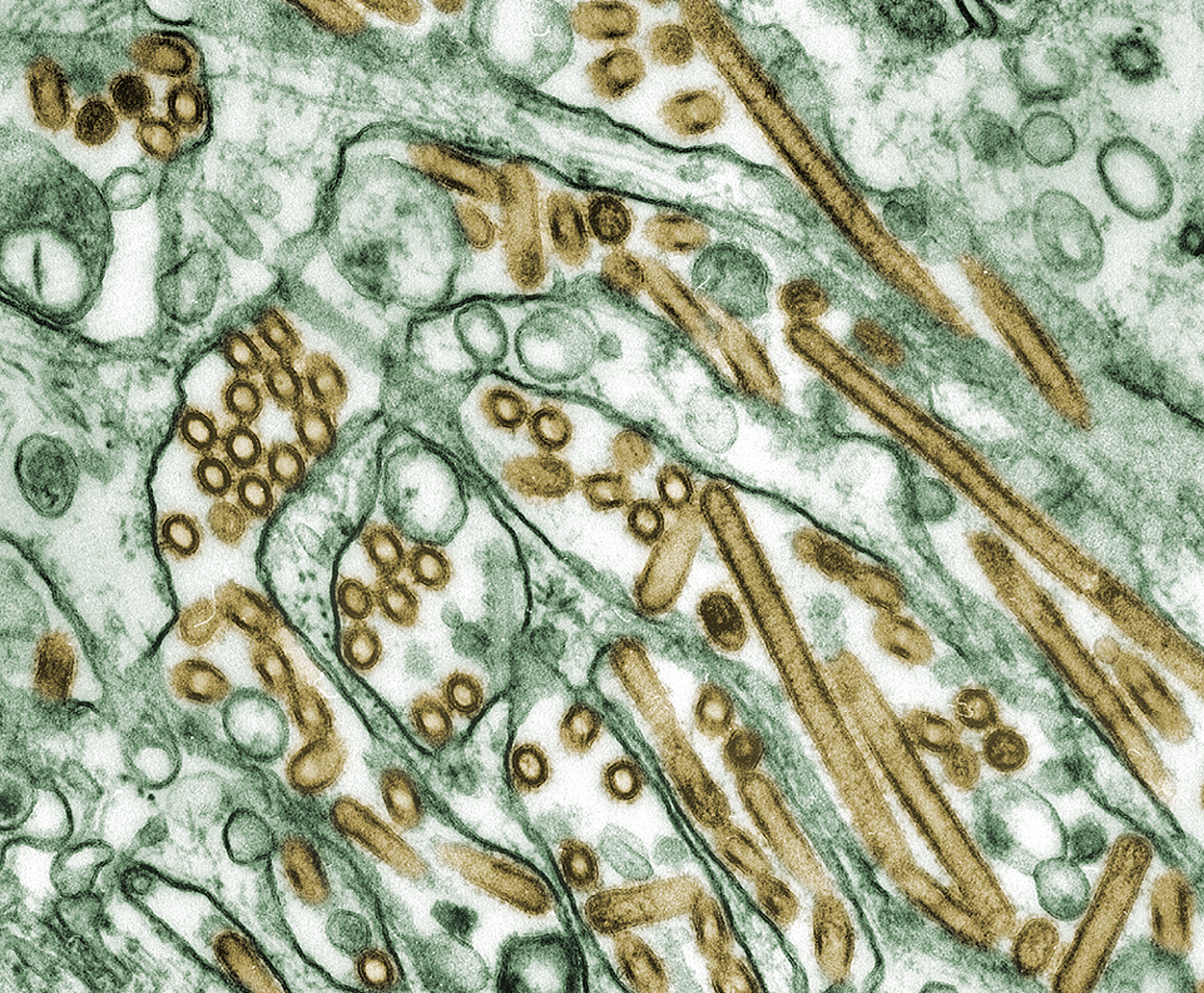
A型インフルエンザウイルス（H5N1)

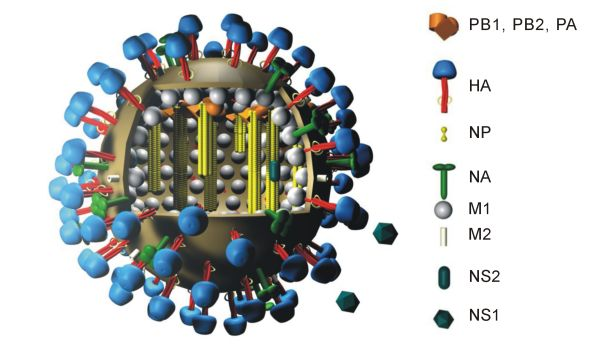
ウイルス構造の立体図

分離された変異株は名前を付けられて管理される。名前は以下の条件の上から下へ順番に名付けられる。
- ウイルスの型*1 / 分離動物*2 / 分離地*3 / 分離番号*4および分離年*5 / HAとNAの型*6
  1. ウイルスの型 - 核タンパクの抗原性 : A , B , C[7], D[8]（A型インフルエンザウイルスであればA）
  2. 分離動物（ヒトの場合は省略）
  3. 分離された場所（例：福建）
  4. 分離番号（例：411番）
  5. 分離年（例：2002年、下2桁のみの場合もある）
  6. 亜型（例：H3N2） - 16種類のヘマグルチニン(HA)と9種類のノイラミニダーゼ(NA)の組み合わせにより様々な亜型に分類され、HとNの番号が付けられる。

例えばこのようにして名付けられたA/Fujian/411/2002(H3N2)は、福建 (Fujian)で2002年に411番目に分離されたH3N2のA型インフルエンザウイルスであることを示している（宿主がヒトの場合は省略されるがヒト以外の場合は型の後に入れられ、A/equine/Miami/1/63(H3N8)のように表記される）。
インフルエンザウイルスは同じ亜型でもしばしば突然変異を起こし、性質が変化することがある。しかし、その大部分はその後絶滅する。例えば、ある年に流行したH3N2型インフルエンザウイルスと、別の年に流行したH3N2型インフルエンザウイルスの性質は全く異なっている場合もある。

### 命名の変遷
- 1953年 A, B, C[9]
- 1958年 H抗原の差違により[10]、

| 流行年度  | 俗名         | 旧名  | 抗原型(NH) | 正式名                  |
| --------- | ------------ | ----- | ---------- | ----------------------- |
| 1918-1933 | スペイン風邪 | ASW   | HSWN1      | A/Swine/Wisconsin/15/30 |
| 1934-1946 | ?            | A0    | H0N1       | A/PR/8/34               |
| 1947-1956 | イタリアかぜ | A1    | H1N1       | A/FM/1/47               |
| 1957-1967 | アジアかぜ   | A2    | H2N2       | A/足立/2/57             |
| 1968-     | 香港かぜ     | A3(?) | H3N2       | A/愛知/2/68             |
| 1977-     | ソ連かぜ     | A1    | H1N1       | A/USSR/92/77            |

※薩田(1983)「A型インフルエンザウイルスの分類命名の変遷について」 より引用し改変。
- 1968年、香港かぜの流行により分類（旧名）に疑問が生じた[10]。
- 1972年、抗原型(NH)による亜型分類を採用[10]、現在に至る。
- WHOのいう Influenza viruses type A が、A型インフルエンザに対応している[11]。

## ICTVによる分類と命名
| 国際会議開催年 | 分類と学名 | Master Species List # |
| -------------- | --- | --------------------- |
| 1971           | Orthomyxovirus > Influenza virus | MSL #01               |
| 1974           | Orthomyxovirus > Influenza virus | MSL #02               |
| 1975           | Orthomyxoviridae > Influenzavirus > Influenza virus | MSL #03               |
| 1976           | Orthomyxoviridae > Influenzavirus > Influenza virus A | MSL #04               |
| 1991           | Orthomyxoviridae > Influenza virus A and B > Influenza virus A                                                                                                   | MSL #12               |
| 1995           | Orthomyxoviridae > Influenza virus A and B > Influenza A virus                                                                                                   | MSL #14               |
| 1996           | Orthomyxoviridae > Influenzavirus A > Influenza A virus | MSL #15               |
| 2017           | Orthomyxoviridae > Alphainfluenza virus > Influenza A virus | MSL #32               |
| 2018a          | Negarnaviricota > Polyploviricotina > Insthoviricetes > Articulavirales > Orthomyxoviridae > Alphainfluenzavirus > Influenza A virus                             | MSL #33               |
| 2018b          | Riboviria > Negarnaviricota > Polyploviricotina > Insthoviricetes > Articulavirales > Orthomyxoviridae > Alphainfluenzavirus > Influenza A virus                 | MSL #34               |
| 2019           | Riboviria > Orthornavirae > Negarnaviricota > Polyploviricotina > Insthoviricetes > Articulavirales > Orthomyxoviridae > Alphainfluenzavirus > Influenza A virus | MSL #35               |

※ICTV分類の歴史にみるA型インフルエンザウイルスの歴史。1971年にOrthomyxovirus属のInfluenza virusとして命名され、種名は1976年にInfluenza virus A、1995年にInfluenza A virusに変更された。属は1975年にInfluenzavirus属、1991年にInfluenza virus A and B属に移動された。1996年にInfluenza A virusとInfluenza B virus（B型）は、それぞれInfluenzavirus A属・influenzavirus B属に分けられ、2017年にAlphainfluenzavirus属・Betainfluenzavirus属に属名が変更された。

## 感染症としての命名
宿主の種類によって感染症として名前が付けられる場合がある（ウイルス自体についてではない）。
- トリインフルエンザ(Bird flu、Avian flu)
- ヒトインフルエンザ(Human flu)
- ウマインフルエンザ(Horse flu)
- ブタインフルエンザ(Swine flu)
- イヌインフルエンザ(Dog flu)

トリインフルエンザは致死率の高さによって名前が付けられる場合がある。
- 低病原性トリインフルエンザ(Low Pathogenic Avian Influenza、LPAI)
- 高病原性トリインフルエンザ(Highly Pathogenic Avian Influenza、HPAI)

## 構造・遺伝子
これについてはインフルエンザウイルスの項目に詳しく記述してある。

## 亜型
実際に確認されているA型インフルエンザウイルスの亜型は以下の126種類である。また、ハイブリッド種とノイラミニダーゼ欠損のN3H-亜型も確認されている。
|     | N1    | N2    | N3    | N4    | N5    | N6    | N7    | N8    | N9    | N10    | N11    |
| --- | ----- | ----- | ----- | ----- | ----- | ----- | ----- | ----- | ----- | ------ | ------ |
| H1  | H1N1  | H1N2  | H1N3  | H1N4  | H1N5  | H1N6  | H1N7  | H1N8  | H1N9  |        |        |
| H2  | H2N1  | H2N2  | H2N3  | H2N4  | H2N5  | H2N6  | H2N7  | H2N8  | H2N9  |        |        |
| H3  | H3N1  | H3N2  | H3N3  | H3N4  | H3N5  | H3N6  | H3N7  | H3N8  | H3N9  |        |        |
| H4  | H4N1  | H4N2  | H4N3  | H4N4  | H4N5  | H4N6  | H4N7  | H4N8  | H4N9  |        |        |
| H5  | H5N1  | H5N2  | H5N3  | H5N4  | H5N5  | H5N6  | H5N7  | H5N8  | H5N9  |        |        |
| H6  | H6N1  | H6N2  | H6N3  | H6N4  | H6N5  | H6N6  | H6N7  | H6N8  | H6N9  |        |        |
| H7  | H7N1  | H7N2  | H7N3  | H7N4  | H7N5  | H7N6  | H7N7  | H7N8  | H7N9  |        |        |
| H8  |       | H8N2  | H8N3  | H8N4  | H8N5  | H8N6  | H8N7  | H8N8  |       |        |        |
| H9  | H9N1  | H9N2  | H9N3  | H9N4  | H9N5  | H9N6  | H9N7  | H9N8  | H9N9  |        |        |
| H10 | H10N1 | H10N2 | H10N3 | H10N4 | H10N5 | H10N6 | H10N7 | H10N8 | H10N9 |        |        |
| H11 | H11N1 | H11N2 | H11N3 | H11N4 | H11N5 | H11N6 | H11N7 | H11N8 | H11N9 |        |        |
| H12 | H12N1 | H12N2 | H12N3 | H12N4 | H12N5 | H12N6 | H12N7 | H12N8 | H12N9 |        |        |
| H13 | H13N1 | H13N2 | H13N3 |       |       | H13N6 |       | H13N8 | H13N9 |        |        |
| H14 |       | H14N2 | H14N3 |       | H14N5 | H14N6 |       | H14N8 |       |        |        |
| H15 |       | H15N2 |       | H15N4 |       | H15N6 |       | H15N8 | H15N9 |        |        |
| H16 |       |       | H16N3 |       |       |       |       |       | H16N9 |        |        |
| H17 |       |       |       |       |       |       |       |       |       | H17N10 |        |
| H18 |       |       |       |       |       |       |       |       |       |        | H18N11 |

H16は1996年にスウェーデンとノルウェーからのユリカモメから発見され、2005年に報告された。

## ヒトインフルエンザウイルス

### 概要
ヒトインフルエンザウイルス（Human influenza virus）は、通常ヒトの間で広がるインフルエンザウイルスのことを指す。A型インフルエンザウイルスでは、H1N1、H1N2、H3N2が主にヒトの間で伝染する。
ヒトインフルエンザウイルスとトリインフルエンザウイルスでは以下のような違いがある。
PB2（RNAポリメラーゼ） - PB2遺伝子によってコードされているPB2の627番目のアミノ酸残基が異なる。H5N1など全てのトリインフルエンザウイルスでは627番目はGluであるが、ヒトインフルエンザウイルスではLysである。
HA（ヘマグルチニン） - トリインフルエンザウイルスのHAはα2-3シアル酸レセプター（alpha 2-3 sialic acid receptor）に結合するが、ヒトインフルエンザウイルスのHAはα2-6シアル酸レセプター（alpha 2-6 sialic acid receptor）に結合する。ブタインフルエンザウイルスは両方に結合することが出来る。
台湾の研究者によると、トリインフルエンザウイルスの鍵遺伝子がおよそ52ヶ所変異した場合、ヒトの間でも容易に伝染すると予測される。しかし、いくつの遺伝子が変異したらヒトの間でも広がるようになるのかを正確に予測するのは難しい。さらに、1918種のウイルスを調べたところ、トリインフルエンザウイルスが流行したと思われる唯一の例があった。このウイルスは52ヶ所のうち16ヶ所はヒトインフルエンザウイルスの特徴があったが、残りはトリインフルエンザウイルスの特徴であった。
ヒトがインフルエンザにかかった時の症状は、発熱、咳、咽頭痛、筋肉痛、結膜炎などで、重症の場合は肺炎や呼吸不全を起こして死亡する場合もある。症状は患者の免疫によって変動する。以前インフルエンザに罹ったことがあれば、免疫を獲得している場合がある。
高病原性のH5N1に感染した場合は症状がさらに重く、感染者の50%が死亡する可能性がある。ある少年がH5N1に感染したケースでは、通常のインフルエンザ症状が現れずに下痢を起こして昏睡状態に陥った。
今までにパンデミックを起こし、多数の死者を出したA型インフルエンザウイルスには以下のような種類がある。
- H1N1 - スペインかぜ、2009年新型インフルエンザ
- H2N2 - アジアかぜ
- H3N2 - 香港かぜ

パンデミックは起こしていないものの、ヒトへ感染したA型インフルエンザウイルスには以下のような種類がある。
- H1N2、H5N1、H5N2、H6N1、H7N2、H7N3、H7N7、H7N9、H9N2、H10N7、H10N8

### 主な種類
H1N1
H1N1はヒトとブタに感染する。H1N1の変種がスペインかぜの原因であり、1918 - 1919年にかけて全世界で5000万 - 1億人が死亡した。H1N1のゲノムがサイエンス誌で発表されたが、2005年10月にゲノム情報をバイオテロに悪用されるのではないかという論争が起こった。
スペインかぜの原因株と現在の株を比較すると、約4400個のアミノ酸のうち変異していたのはわずか25 - 30個であった。この変異によって鳥からヒトに感染するようになり、さらに強力な毒性をもったと考えられる。
H1N2
H1N2はヒトとブタに感染する。新型のH1N2は、現在流行しているH1N1とH3N2が交配して生じたと考えられる。H1N2のヘマグルチニンはH1N1のものに似ているが、ノイラミニダーゼはH3N2のものに似ている。
H2N2
1957年に中国から始まったトリインフルエンザの大流行であるアジアかぜの原因となった。この年にワクチンが開発されたが、1958年まで流行が続いて100 - 400万人の死者を出した。
H3N2
日本ではA香港型として知られている。ヒトとブタに感染する。抗原シフトによってH2N2から進化し、1968 - 1969年に大流行して75万人の死亡者を出した香港かぜの原因となった。H3N2は抗ウイルス薬のアマンタジンとリマンタジンに対する耐性を獲得しており、2005年には91%が耐性を示した。
現在H3N2は中国南部のブタの間で局地流行しており、中間宿主の体内でH5N1と交配する可能性がある。
H5N1
日本では、H5N1のうち高病原性のHPAI A(H5N1)が、高病原性トリインフルエンザとして知られている。パンデミックを起こす新型インフルエンザに変異する事が危惧されている。
H5N2
2005年の茨城県、埼玉県の養鶏場での発生について、2006年1月厚生労働省はウイルスがヒトに感染したことを公表した。少なくとも13名の養鶏場従業員で、ペア血清のH5N2抗体価が4倍以上増加していた。
H6N1
2013年5月台湾中部で、初のヒト感染例が発見された。
H7N2
2003年にニューヨークで1人、2002年にバージニアで1人がH7N2に感染したが、その後両者とも回復した。
H7N3
H7N3はトリインフルエンザを起こす。2004年2月にブリティッシュコロンビア州のいくつかの養鶏場で流行した。2人が感染し、軽いインフルエンザ症状が見られたが回復した。
H7N7
H7N7は人畜共通感染する。2003年にオランダのいくつかの農場の家禽の間で大流行したが、その後89人に感染した。その内1人が死亡した。
H7N9
H7N9はトリインフルエンザを起こす。2013年3月に中国でヒトに感染した例が発見された。発見後1ヶ月で130の感染例と26の死亡例が確認された。2013年末現在149人の感染者を出している。
H9N2
H9N2は低病原性トリインフルエンザを起こす。1999年に中国と香港で子供2人、2003年に香港で子供1人の感染が確認された。その後3人とも回復した。また2009年、2013年12月など香港で合計7人の感染者が出ている。
近年流行して多数の死者を出したH5N1（1997年 - ）やH7N9（2013年 - ）が、PB2, PB1, PA, NP, M,NSというすべての遺伝子分節がH9N2由来であるという特徴を持っているため、H9N2は流行の予測をする上できわめて重要である。
H10N7
2004年にエジプトで2人の幼児と鳥肉販売業者の父親が感染した。
H10N8
2013年12月、世界で初めてのヒトへの感染が、中国江西省南昌市の73歳女性（死亡）で、確認された。
H11N2
2013年初頭、南極を繁殖地とし、アドミラルティ湾とコバドンガ港（チリから南へ行った南極半島北端）両方の土地で生息するアデリーペンギンで発見された。ただし、N2は従来までのすべてのN2ウイルスと系統が異なる遺伝子配列を持つ。このペンギンウイルスはH3N8ウイルスも先祖に持つ。数千km離れた2カ所から同一の新種ウイルスが発見されたため、かなり流行しているのではないかとされる（遺伝子の分岐点は数十年前としている）。

### 進化
スペインかぜ以降のパンデミックや現在の流行の原因になっているのは1918年のウイルスの直系である。これらには抗原ドリフトしたH1N1や、H3N2とH2N2の交配したウイルスなどが含まれるが、トリインフルエンザウイルスであるH5N1やH7N7は含まれない。もし、1918年のウイルスとトリインフルエンザウイルスの遺伝子が融合すれば世界的な流行を引き起こす危険性がある。

## ヒト以外への感染

### 概要
野鳥はA型インフルエンザウイルスの宿主として各地へウイルスを運んでいる。A型インフルエンザウイルスは、鳥から鳥、ブタ、馬、アシカ、クジラ、ヒトへ感染することがわかっている。さらにヒトと家禽の間でも相互に伝染し、他の伝染経路はないと思われる。
野生の鳥はウイルスを体内に持ったまま世界各地へ移動するため、世界的流行（パンデミック）が起こる危険性がある。
H5N1は生のニワトリを餌として与えられた猫、ヒョウ、トラに伝染する。H3N8はウマからイヌに伝染した。実験用マウスは色々な遺伝子型のトリインフルエンザウイルスに感染した。
A型インフルエンザウイルスは空気中や肥料中で拡散する。これは冬季ではより拡大が広がる。また、汚染された食料、水、衣類、機材によっても広がる。しかし、加熱された肉では生存できないと考えられる。病状は多少変動するが、一般的には重い症状で場合によっては数日で死亡することもある。
高病原性トリインフルエンザウイルスは生物兵器として利用できる病原体のトップ10に入る。
国際獣疫事務局（OIE）や他の機関ではトリインフルエンザウイルスを使って研究を行っている。代表的なウイルスは、H5N1、H7N2、H1N7、H7N3、H13N6、H5N9、H11N6、H3N8、H9N2、H5N2、H4N8、H10N7、H2N2、H8N4、H14N5、H6N5、H12N5などである。

### トリインフルエンザ
トリインフルエンザについてはトリインフルエンザの項目に詳しく記述してある。

### その他の動物への感染
ブタインフルエンザ（Swine flu、pig influenza)
ブタに対してインフルエンザ症状を引き起こすオルトミクソウイルス科のウイルス感染症である。ブタに対して症状を引き起こすのはA型とC型のインフルエンザウイルスである。しかし、全ての遺伝子型のウイルスが病気を引き起こすわけではない。A型インフルエンザウイルスの中でブタに症状を引き起こすのはH1N1、H1N2、H3N1、H3N2である。
ウマインフルエンザ（Horse flu、Equine influenza）
ウマに対して症状を引き起こすA型インフルエンザウイルス感染症である。ウマインフルエンザウイルスは1956年に初めて分離された。ウマの心筋に対して影響を及ぼすウマ1型（equine-1（H7N7））とより症状の重いウマ2型（equine-2（H3N8））の2つのウイルス型がある。
イヌインフルエンザ（Dog flu、canine influenza）
イヌに対して影響を及ぼすA型インフルエンザウイルス感染症である。2004年1月にフロリダのレーストラックで、グレイハウンドのレース犬がウマインフルエンザウイルス（H3N8）に感染し死亡した。
イタチ属への感染
1984年スウェーデンでH10N4（トリ）がミンクの間で流行したほか、H3N2（ブタ）にも感染する。感染実験では、H1N1およびH3N2（ヒト）、H1N1（ブタ）、H3N8（ウマ）およびH4N6（トリ）にも感染するが無症状である。フェレットでも、H1N1（ヒト）およびH1N1（ブタ）への感染が確認されている。
クジラへの感染
クジラへはH1N1、H1N3、H13N2、H13N9の感染例が知られている。
鰭脚類への感染
鰭脚類へはアザラシにおいてH3N3、H4N5、H4N6、H7N7の感染例が知られている。また鰭脚類全体からH1、H3、H4、H6、H7、H8およびH12の感染が確認されている。
その他の動物への感染
血清学的証拠において感染したと見られる動物は多岐に渡る。ウシ、ヤク、ヤギ、ヒツジ、トナカイ、シカで報告されている他、A型に対する抗体は、ヘビ、ミズワニ、アメリカワニ、カイマン属など爬虫類、ヒキガエルなど両生類で報告されている。

### 英語リンク
公式ソース
- Avian influenza and Influenza Pandemics（アメリカ疾病予防管理センター）
- Avian influenza FAQ （WHO）
- Avian influenza information （国際連合食糧農業機関）
- U.S. Government's avian influenza information website
- European Centre for Disease Prevention and Control (ECDC) Stockholm, Sweden

一般ソース
- "The Bird Flu and You"
- Influenza Report 2006
- Special issue on avian flu
- Overview of H5N1
- Pandemic Influenza: Domestic Preparedness Efforts
- A guide to bird flu and its symptoms
- A Variety of Avian Flu Images and Pictures
- Avian flu, bioterror, animals (page in an online book)
- 'The Threat of Bird Flu': HealthPolitics.com
- Is a Global Flu Pandemic Imminent?
- Bird Flu is a Real Pandemic Threat to Humans
- Links to Bird Flu pictures (Hardin MD/Univ of Iowa)
- Flu Wiki
- Influenza Virology: Current Topics ISBN 978-1-904455-06-6
- Animal Viruses: Molecular Biology ISBN 978-1-904455-22-6

ニュース
- Current status (Google news of avian OR bird flu OR influenza)
- Flu Breaking News
- Global Pandemic News : 24×7 online news feeds on the threat of Bird Flu and a Global Pandemic